# 橙頂侏儒鳥
橙頂侏儒鳥（Heterocercus aurantiivertex
，又稱橙冠侏儒鳥、橙頂嬌鶲）是侏儒鳥科下的一種小型雀鳥。牠主要出現於厄瓜多爾和秘魯，以植物的果實和昆蟲為食。牠的自然棲息地是熱帶或亞熱帶的沼澤以及熱帶或亞熱帶的乾灌木林。